# La Cumbre Clavellinas
La Cumbre Clavellinas es una comunidad en el Municipio de Zimatlán de Álvarez en el estado de Oaxaca. La Cumbre Clavellinas está a 2771 metros de altitud. 

## Geografía
Está ubicada a 16° 33' 40.32" latitud norte y 96° 33' 7.56" longitud oeste.

## Población
Según el censo de población de INEGI del 2010: la comunidad cuenta con una población total de 369 habitantes, de los cuales 204 son mujeres y 165 son hombres. Del total de la población 12 personas hablan alguna lengua indígena.

## Ocupación
El total de la población económicamente activa es de 88 habitantes, de los cuales 69 son hombres y 19 son mujeres.